# Jakob Wilhelm Hauer
Jakob Wilhelm Hauer, född 4 april 1881 i Ditzingen, död 18 februari 1962 i Tübingen, var en tysk indolog och religionshistoriker.
Jakob Wilhelm Hauer var professor i Marburg 1925–1927 och i Tübingen 1927–1946. Hans huvudintresse gick ut på att skapa gynnsamma förutsättningar för de religiösa krafter, som utan att kunna tillfredsställas av de nuvarande kristna konfessionerna kunde bidra till uppbyggandet av den "kommande församlingen". I syfte att bana väg för den nya kyrkan bildades "Tyska trosrörelsen" i juli 1933, och Hauer blev dess förste ledare. Då rörelsen snart urartade, och huvudfokus kom att ligga på att bekämpa avvikande trosuppfattningar, lämnade Hauer rörelsen. Bland Hauers skrifter märks Die Religionen, ihr Werden, ihr Sinn, ihre Wahrheit (1923) samt Deutsche Gottschau (1934) där Hauer ställde en arisk-indogermansk tro i skarp motsats mot en semitisk-kristen. Hauer utgav från 1934 tidskriften Deutscher Glaube.